# Odi profanum vulgus, et arceo
Con la famosa frase Odi profanum vulgus, et arceo (odio il volgo profano, e  lo tengo a distanza) inizia la prima ode del terzo libro delle Odi di Orazio. 

## Significato
Qui  il poeta esprime il suo disprezzo per il popolo, anzi per il "volgo", ossia per un popolo rozzo e incolto, che è incapace di comprenderlo, specificando che solo una ristretta élite di persone colte sarà in grado di capire e di apprezzare lui e la sua opera. Successivamente la frase divenne un proverbio in cui si esprime una sdegnosa superiorità verso la massa plebea.